# Zielonka Pasłęcka (gromada)
Zielonka Pasłęcka – dawna gromada, czyli najmniejsza jednostka podziału terytorialnego Polskiej Rzeczypospolitej Ludowej w latach 1954–1972.
Gromady, z gromadzkimi radami narodowymi (GRN) jako organami władzy najniższego stopnia na wsi, funkcjonowały od reformy reorganizującej administrację wiejską przeprowadzonej jesienią 1954 do momentu ich zniesienia z dniem 1 stycznia 1973, tym samym wypierając organizację gminną w latach 1954–1972.
Gromadę Zielonka Pasłęcka z siedzibą GRN w Zielonce Pasłęckiej utworzono – jako jedną z 8759 gromad na obszarze Polski – w powiecie pasłęckim w woj. olsztyńskim na mocy uchwały nr 23 WRN w Olsztynie z dnia 4 października 1954. W skład jednostki weszły obszary dotychczasowych gromad Awajki, Kronin, Piergozy, Zduny i Zielonka Pasłęcka ze zniesionej gminy Zielonka Pasłęcka w powiecie pasłęckim oraz obszar dotychczasowej gromady Morzewo ze zniesionej gminy Małdyty w powiecie morąskim w tymże województwie. Dla gromady ustalono 22 członków gromadzkiej rady narodowej.
1 stycznia 1958 do gromady Zielonka Pasłęcka włączono PGR-y Drulity i Tumpity ze zniesionej gromady Śliwice w tymże powiecie.
31 grudnia 1961 do gromady Zielonka Pasłęcka włączono wsie Talpity, Rydzówka, Majki, Nowa Wieś, Czarna Góra, Brzeziny i Nowiny oraz osadę Cierpkie ze zniesionej gromady Nowa Wieś w tymże powiecie.
Gromada przetrwała do końca 1972 roku, czyli do kolejnej reformy gminnej.